# Ädilbek Schaqsybekow

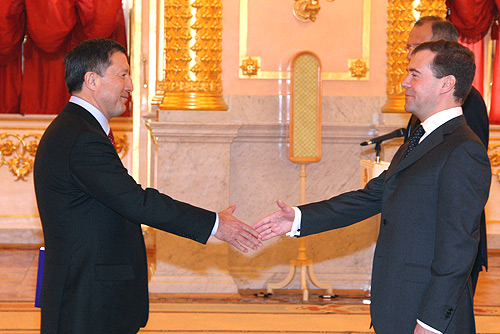
Adilbek Schaksybekow mit dem russischen Präsidenten Dmitri Medwedew, 2009

Ädilbek Ryskeldiuly Schaqsybekow (kasachisch Әділбек Рыскелдіұлы Жақсыбеков, russisch Адильбек Рыскельдинович Жаксыбеков/Adilbek Ryskeldinowitsch Schaksybekow; * 26. Juli 1954 in Börili, Kasachische SSR) ist ein kasachischer Politiker. Er war von 2003 bis 2004 Minister für Industrie und Handel und von 2009 bis 2014 Verteidigungsminister Kasachstans.

## Biografie
Ädilbek Ryskeldiuly Schaqsybekow wurde am 26. Juli 1954 im Gebiet Qostanai in der Kasachischen SSR geboren. 1982 schloss er die wirtschaftliche Fakultät des staatlichen Institutes der Filmkunst in Moskau ab. 1995 wurde er als Abgeordneter in den Senat der Republik Kasachstan gewählt und im folgenden Jahr wurde er zum stellvertretenden Gouverneur des Gebietes Aqmola ernannt. Von Dezember 1997 bis Juni 2003 war Schaqsybekow der Bürgermeister der kasachischen Hauptstadt Astana.
Von Juni 2003 bis Dezember 2004 war er Minister für Industrie und Handel der Republik Kasachstan. Ab dem 19. Dezember 2004 hatte er die Position des Leiters des Präsidialamtes der Republik Kasachstan inne und seit dem 23. Januar 2008 ist er der erste stellvertretende Vorsitzende der Partei Nur Otan. Vom 11. November 2008 an fungierte Schaqsybekow als kasachischer Botschafter in Russland.
Am 24. Juni 2009 wurde er Verteidigungsminister Kasachstans. Nach dem Rücktritt von Serik Achmetow als Premierminister und der folgenden Regierungsneubildung wurde er von Achmetow als neuer Verteidigungsminister abgelöst. Seit dem 3. April 2014 bekleidet Schaqsybekow den Posten des Staatssekretärs.
Am 22. Oktober 2014 wurde er zum Bürgermeister der kasachischen Hauptstadt Astana bestellt. Seit dem 21. Juni 2016 ist er Leiter der Präsidialverwaltung des kasachischen Präsidenten.

## Orden und Ehrenzeichen
| Staat      | Orden/Ehrenzeichen                         |
| ---------- | ------------------------------------------ |
| Kasachstan | Orden Nasarbajew                           |
| Kasachstan | Orden Barys                                |
| Kasachstan | Medaille 10 Jahre Astana                   |
| Ukraine    | Orden des Prinzen von Jaroslawl des Weisen |